# Campionato del mondo rally 2001

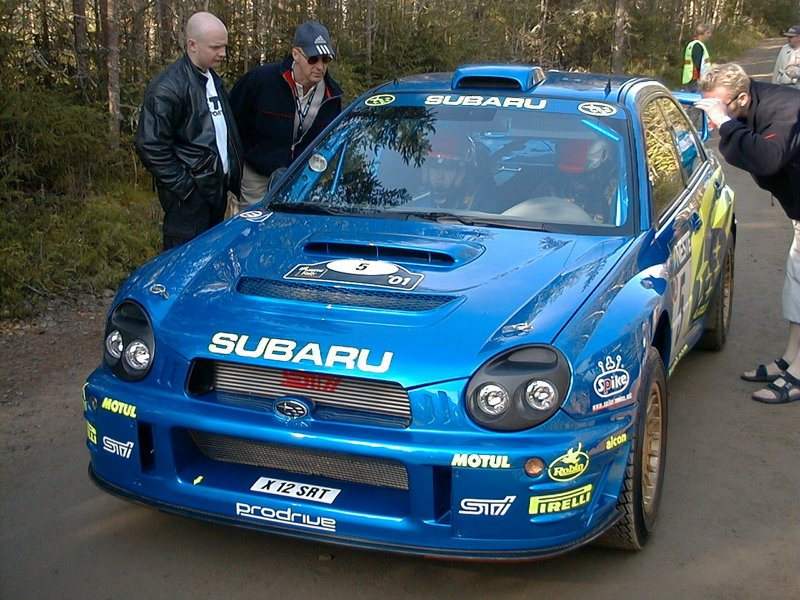
Richard Burns, vincitore del titolo mondiale piloti, con il copilota Robert Reid, a bordo della Subaru Impreza WRC2000 durante il Rally di Finlandia

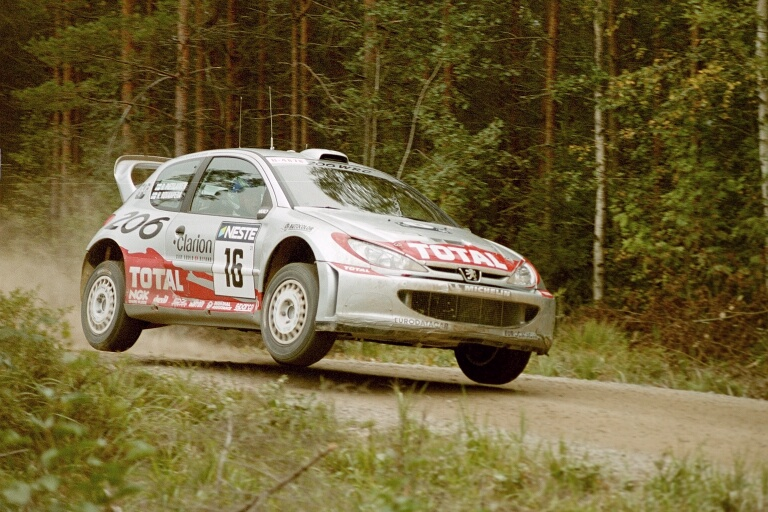
Una Peugeot 206 WRC della scuderia Peugeot Total, vincitrice del titolo costruttori, in gara al durante il Rally di Finlandia

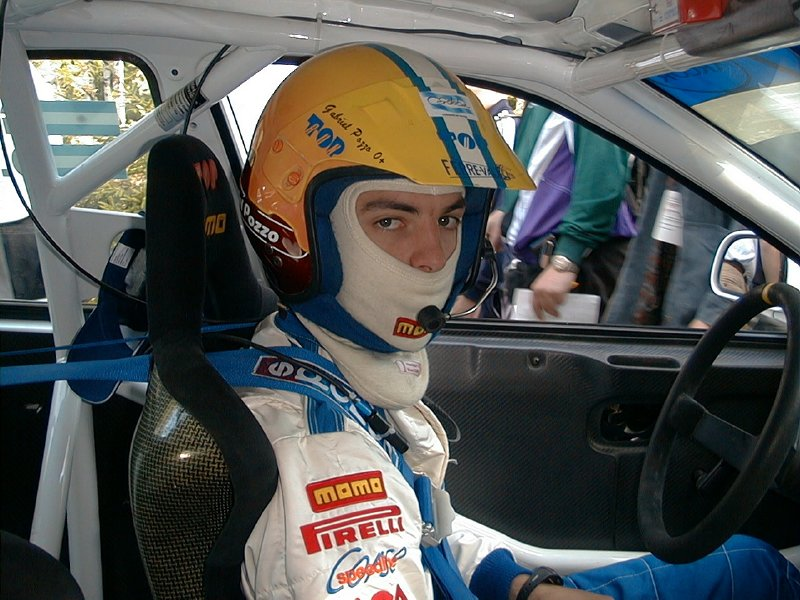
Gabriel Pozzo, vincitore del titolo piloti PWRC, durante il Rally di Finlandia

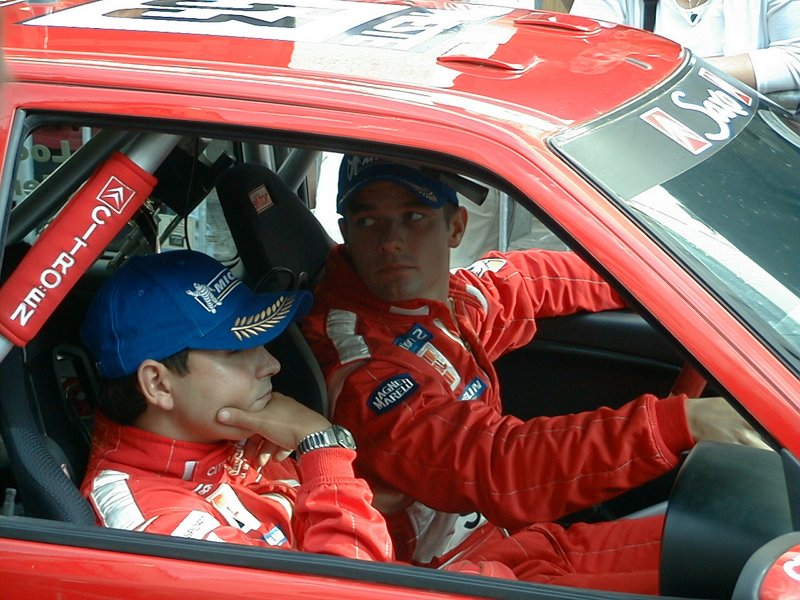
Sébastien Loeb, vincitore del titolo mondiale Super 1600, con il copilota Daniel Elena, a bordo della loro Citroën Saxo S1600 durante il Rally di Finlandia

La stagione 2001 del campionato del mondo rally è stata la 29ª edizione della serie iridata organizzata dalla FIA; è iniziata il 18 gennaio con il Rally di Monte Carlo e si è conclusa il 25 novembre con il Rally di Gran Bretagna.

## Riepilogo
La serie iridata era nuovamente supportata dalla Coppa FIA piloti gruppo N, dedicato alle vetture di Gruppo N strettamente derivate dalla serie, e dalla Coppa FIA squadre, stavolta limitata a sei eventi selezionati; venne inoltre istituita la Coppa FIA piloti Super 1600, che assegnava il trofeo ai piloti che si cimentavano nella neonata classe Super 1600 e anche questo campionato si svolse su sei appuntamenti predefiniti.
Il campionato piloti vide trionfare il britannico Richard Burns al volante di una Subaru Impreza WRC2001, che precedette sul podio finale il connazionale Colin McRae, su Ford Focus RS WRC 01, e il finlandese Marcus Grönholm, detentore del titolo 2000, alla guida di una Peugeot 206 WRC. Il titolo costruttori venne vinto dalla scuderia francese Peugeot Total, al suo quarto alloro iridato dopo quelli ottenuti nel 1985, nel 1986 e nel 2000.
Il campionato PWRC venne vinto dall'argentino Gabriel Pozzo su Mitsubishi Lancer Evo VI mentre nel trofeo piloti Super 1600 si impose il francese Sébastien Loeb, alla guida di una Citroën Saxo S1600. Il danese Henrik Lundgaard conquistò invece la Coppa FIA squadre, guidando per tutta la stagione una Toyota Corolla WRC della scuderia privata Toyota Castrol Team Denmark.

## Calendario

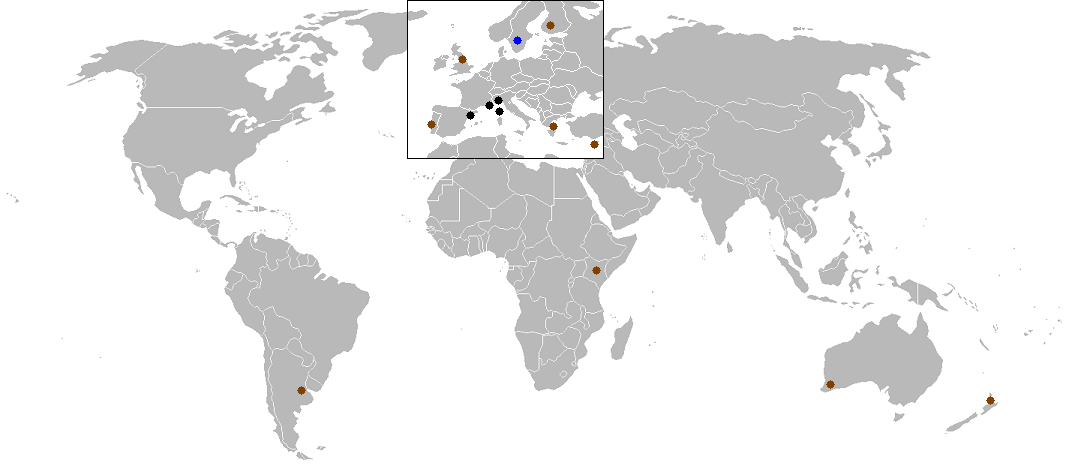
Mappa che illustra le sedi di gara del mondiale 2001

Il campionato, con i suoi quattordici appuntamenti, toccò Africa, Europa, Sud America e Oceania.
| Tappa | Data            | Rally                                                 | Sede                                   | Superficie   |
| ----- | --------------- | ----------------------------------------------------- | -------------------------------------- | ------------ |
| 1     | 19-21 gennaio   | 69ème Rallye Automobile Monte-Carlo                   | Monaco                                 | Asfalto/Neve |
| 2     | 9-11 febbraio   | 50th International Swedish Rally                      | Karlstad, Värmland                     | Neve         |
| 3     | 8-11 marzo      | 35º TAP Rallye de Portugal                            | Santa Maria da Feira, Região Norte     | Sterrato     |
| 4     | 23-25 marzo     | 37º Rallye Catalunya - Costa Brava - Rallye de España | Lloret de Mar, Catalogna               | Asfalto      |
| 5     | 3-6 maggio      | 21º Rally Argentina                                   | Villa Carlos Paz, provincia di Córdoba | Sterrato     |
| 6     | 1º-3 giugno     | 29th Cyprus Rally                                     | Limassol, Distretto di Limassol        | Sterrato     |
| 7     | 15-17 giugno    | 48th Acropolis Rally                                  | Itea, Grecia Centrale                  | Sterrato     |
| 8     | 20-22 luglio    | 49th Safari Rally Kenya                               | Nairobi, Contea di Nairobi             | Sterrato     |
| 9     | 24-26 agosto    | 51th Neste Rally Finland                              | Jyväskylä, Finlandia centrale          | Sterrato     |
| 10    | 21-23 settembre | 32th Propecia Rally New Zealand                       | Auckland, Regione di Auckland          | Sterrato     |
| 11    | 5-7 ottobre     | 43º Rallye Sanremo - Rallye d'Italia                  | Sanremo, Liguria                       | Asfalto      |
| 12    | 19-21 ottobre   | 45ème Tour de Corse - Rallye de France                | Ajaccio, Corsica                       | Asfalto      |
| 13    | 1º-4 novembre   | 14th Telstra Rally Australia                          | Perth, Australia Occidentale           | Sterrato     |
| 14    | 22-25 novembre  | 57th Network Q Rally of Great Britain                 | Cardiff, Galles                        | Sterrato     |

### Cambiamenti nel calendario
Il Safari Rally, solitamente inserito a marzo come terzo appuntamento della stagione, venne spostato a luglio, tra l'Acropolis Rally e il Rally di Finlandia. Il Rally di Cipro venne invece anticipato da settembre a maggio e collocato tra l'appuntamento argentino e quello greco. Fu inoltre effettuata l'inversione tra il Tour de Corse e il Rally di Sanremo e tra il Rally di Finlandia e quello della Nuova Zelanda.

## Cambiamenti nel regolamento
Rispetto alla stagione 2000 nel 2001 furono apportate alcune modifiche nel regolamento sportivo.

### Regolamento sportivo
- Venne istituita la Coppa FIA piloti Super 1600, che assegnava il trofeo ai piloti che si cimentavano nella neonata classe Super 1600; l'obbiettivo della nuova serie era di incoraggiare i giovani piloti a partecipare agli eventi del mondiale ma effettivamente non vi erano limitazioni di età per potervi prendere parte. Il campionato si sviluppò su sei appuntamenti predefiniti (Spagna, Grecia, Finlandia, Italia, Francia e Gran Bretagna), tutti obbligatori al fine di non incorrere in eventuali penalità da parte della FIA. Le vetture impiegate erano dotate di un motore da 1600cm³ a trazione anteriore e dovevano avere un costo massimo di 100000 dollari.[5]
- La Coppa FIA squadre venne limitata a sei eventi selezionati.

## Squadre e piloti

### Le premesse
I team della stagione 2001 ufficialmente iscritti al campionato furono sei, in quanto il team spagnolo SEAT Sport si ritirò al termine della stagione precedente. La perdita della casa spagnola venne però colmata dall'arrivo dei francesi della Citroën, la quale partecipò soltanto a quattro gare e pertanto non venne iscritta al campionato marche.

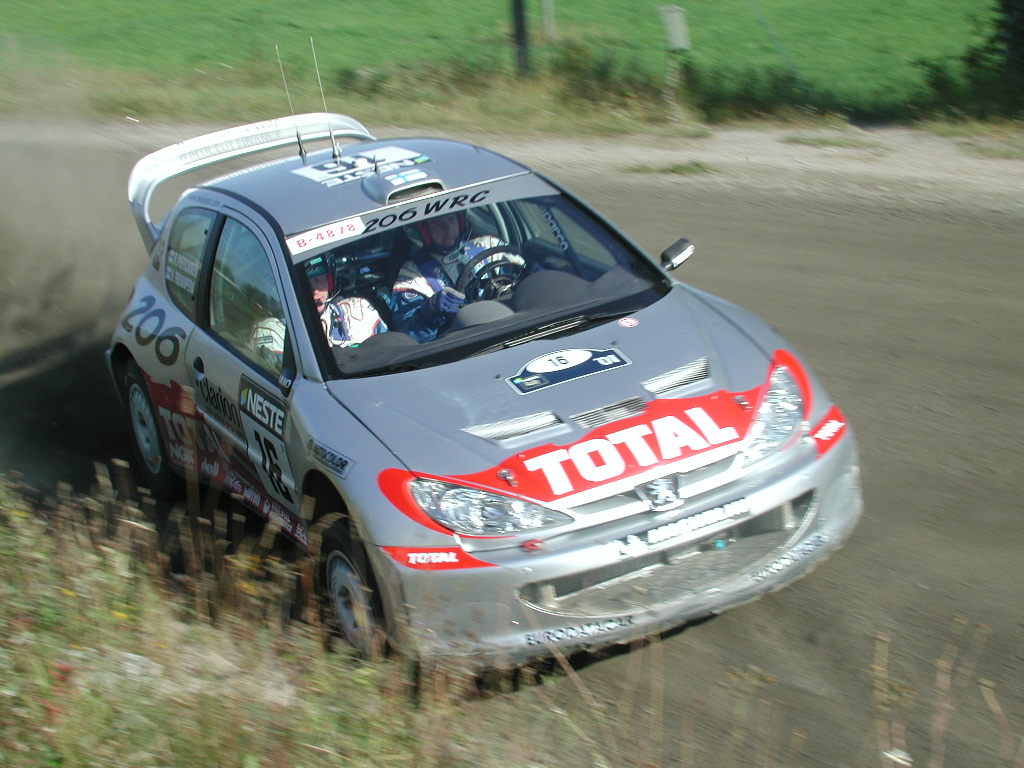
La Peugeot 206 WRC, evoluzione 2001

- Peugeot Total: la casa francese era alla ricerca di riconferme dopo la vittoriosa stagione 2000, nella quale conquistò entrambi i titoli, schierando il campione del mondo Marcus Grönholm con il numero 1 sulle fiancate; il finlandese ebbe tre compagni di squadra durante la stagione, i francesi Didier Auriol e Gilles Panizzi e il connazionale Harri Rovanperä. La scuderia del Leone iniziò la stagione con la stessa 206 WRC impiegata l'anno precedente e un'evoluzione della stessa, cui Peugeot non diede un nome particolare per distinguerla, debuttò al rally di Cipro, sesta gara della stagione. Panizzi gareggiò in veste ufficiale soltanto nelle tre gare su asfalto e per le altre gli fu messa a disposizione una 206 WRC gestita dal team italiano H.F. Grifone SRL.

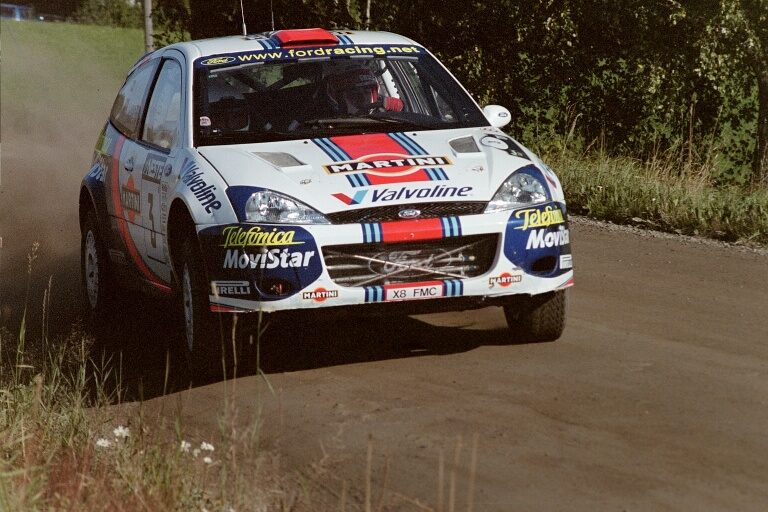
La Ford Focus RS WRC 01

- Ford Motor Co. Ltd.: La Ford cambiò pneumatici, passando all'italiana Pirelli, e si affidò agli stessi piloti del 2000, lo spagnolo Carlos Sainz e il britannico Colin McRae, più una terza vettura, guidata dal francese François Delecour, che disputò il campionato con una Focus in livrea bianca. Introdusse inoltre una nuova versione della Ford Focus WRC, chiamata Focus RS WRC 01, dotata di acceleratore elettronico (fly-by-wire), di un nuovo turbocompressore in materiale ceramico e di migliorie nel comparto della trasmissione; venne inoltre realizzata una nuova ala posteriore in grado di ridurre la resistenza della vettura all'avanzamento.

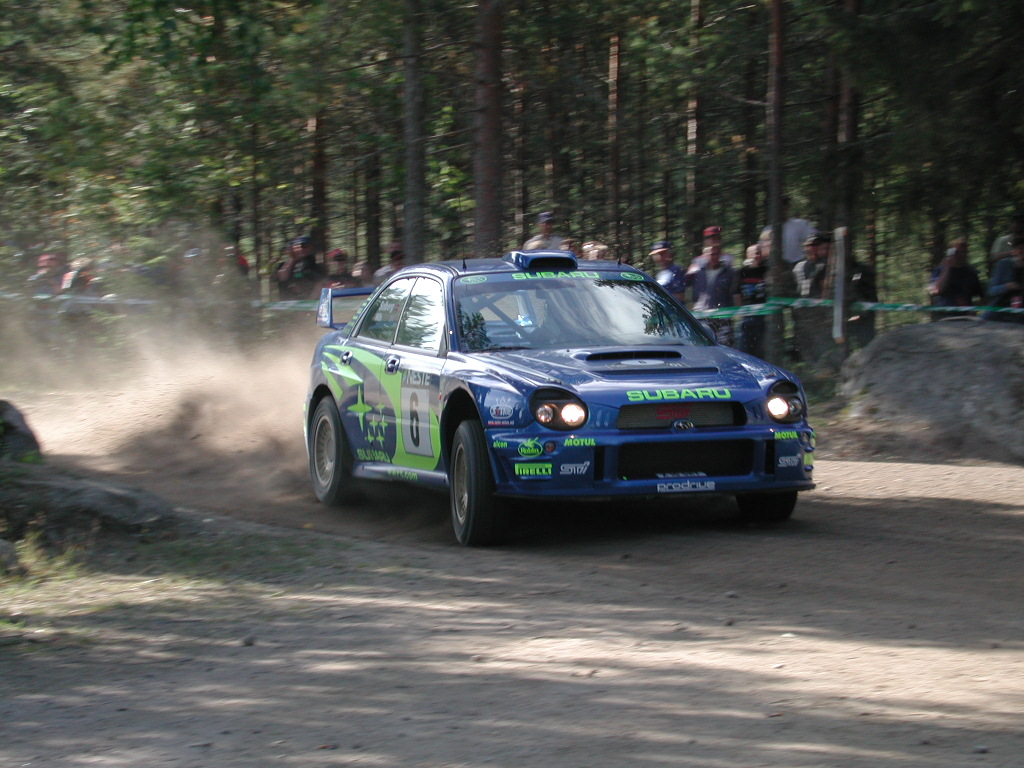
La Subaru Impreza WRC2001

- Subaru World Rally Team: La casa giapponese si presentò al via della stagione con una Impreza WRC totalmente nuova, denominata Impreza WRC2001, non più a due porte come la versione 2000 ma a quattro, con leggere migliorie nella meccanica, legate soprattutto ai flussi d'aria nel motore. I piloti furono il britannico Richard Burns, reduce dal secondo posto finale della precedente annata, e il giovane norvegese Petter Solberg e l'altro pilota emergente, l'estone Markko Märtin. Al giapponese Toshihiro Arai venne messa a disposizione una quarta vettura per alcuni eventi selezionati.

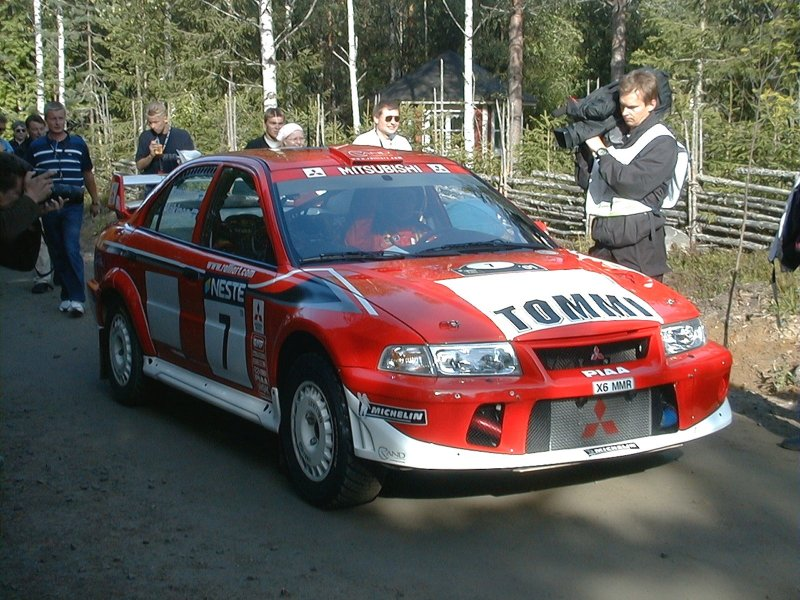
La Mitsubishi Lancer Evo 6.5

- Marlboro Mitsubishi Ralliart: per il terzo anno consecutivo la Mitsubishi si affidò al quattro volte campione del mondo Tommi Mäkinen e al belga Freddy Loix, oltre alla presenza dello svedese Thomas Rådström nel Rally di Svezia e dell'altro giovane finlandese Toni Gardemeister, che guidò la Lancer in Finlandia e in Nuova Zelanda al posto di Loix. La nuova Lancer Evo 6.5, esteticamente simile alla Evo VI ma profondamente rivisitata nelle sospensioni e nella meccanica, rimarrà l'ultima vettura della storia del gruppo A ad essere impiegata da un team ufficiale, prima del debutto della nuova Lancer WRC, che avverrà al Rally di Sanremo, quartultimo appuntamento stagionale.

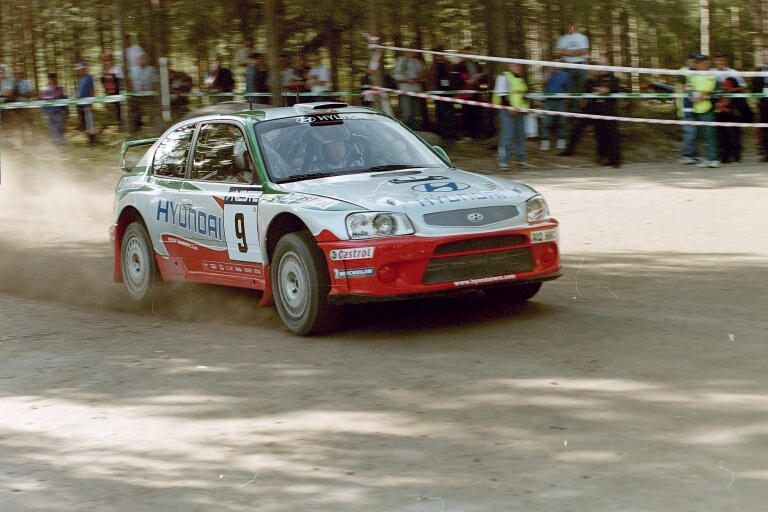
La Hyundai Accent WRC2

- Hyundai Castrol World Rally Team: il costruttore sudcoreano prese parte a tutti gli eventi del mondiale eccetto il Safari Rally, schierando nelle prime gare la stessa Accent WRC della precedente stagione per poi introdurre un'evoluzione della stessa (chiamata Accent WRC2) e affidando la vettura agli stessi piloti della stagione precedente: il britannico Alister McRae per disputare tutti e tredici gli appuntamenti previsti, mentre la vettura numero 10 venne guidata dallo svedese Kenneth Eriksson nelle nove gare su terra e dall'italiano Piero Liatti nelle rimanenti quattro su asfalto. In Finlandia ci fu il ritorno sulle scene del quattro volte campione del mondo Juha Kankkunen, che guidò la Accent WRC2 al posto di McRae.

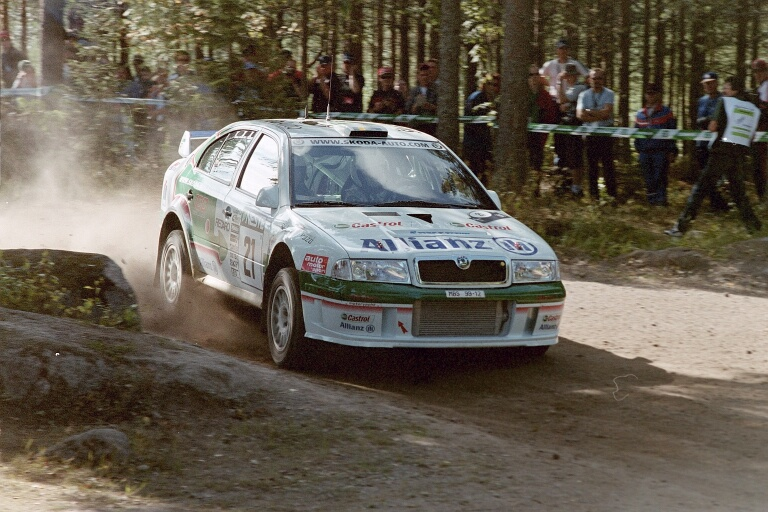
La Škoda Octavia WRC Evo2

- Škoda Motorsport: la Škoda programmò la stagione con l'intenzione di prendere parte a dodici appuntamenti mondiali, con la rinuncia alle due gare in Nuova Zelanda e Australia, confermando il tedesco Armin Schwarz e ingaggiando il belga Bruno Thiry come seconda guida. La vettura impiegata era la Škoda Octavia WRC Evo2, già utilizzata nelle ultime tre gare della stagione 2000, la quale venne dotata di alcuni aggiornamenti nel motore come l'ottimizzazione dei flussi d'aria in ingresso al turbocompressore.
- Automobiles Citroën: il costruttore francese, pur non essendo iscritto ufficialmente al campionato costruttori, avviò nel 2001 il programma di sviluppo in gara della nuova Xsara T4 WRC, che debuttò al rally di Catalogna, con il francese Philippe Bugalski e lo spagnolo Jesús Puras a condurre le vetture, e proseguì con la disputa di una gara su terra (Acropoli) e ulteriori due su asfalto (Sanremo e Corsica). In Grecia una delle due Xsara fu affidata a Thomas Rådström mentre al rally di Sanremo esordì il francese Sébastien Loeb, già concorrente nella Coppa Super 1600 con una Saxo S1600 ufficiale.[1][6]

### Iscritti WRC
| Iscritti team costruttori WRC | Iscritti team costruttori WRC | Iscritti team costruttori WRC        | Iscritti team costruttori WRC | Iscritti team costruttori WRC | Iscritti team costruttori WRC | Iscritti team costruttori WRC | Iscritti team costruttori WRC |
| Costruttori                   | Squadre                       | Auto                                 | Pneumatici                    | N°                            | Piloti                        | Copiloti                      | Gare                          |
| ----------------------------- | ----------------------------- | ------------------------------------ | ----------------------------- | ----------------------------- | ----------------------------- | ----------------------------- | ----------------------------- |
| Peugeot                       | Peugeot Total                 | Peugeot 206 WRC (2000)               | M                             | 1                             | Marcus Grönholm               | Timo Rautiainen               | 2–3, 5                        |
| Peugeot                       | Peugeot Total                 | Peugeot 206 WRC (2000)               | M                             | 2                             | Didier Auriol                 | Denis Giraudet                | 1–5                           |
| Peugeot                       | Peugeot Total                 | Peugeot 206 WRC (2000)               | M                             | 16                            | Gilles Panizzi                | Hervé Panizzi                 | 1, 4                          |
| Peugeot                       | Peugeot Total                 | Peugeot 206 WRC (2001)               | M                             | 1                             | Marcus Grönholm               | Timo Rautiainen               | 6–10, 12–14                   |
| Peugeot                       | Peugeot Total                 | Peugeot 206 WRC (2001)               | M                             | 2                             | Didier Auriol                 | Denis Giraudet                | 6–7, 10–12                    |
| Peugeot                       | Peugeot Total                 | Peugeot 206 WRC (2001)               | M                             | 16                            | Harri Rovanperä               | Risto Pietiläinen             | 8–9, 13–14                    |
| Peugeot                       | Peugeot Total                 | Peugeot 206 WRC (2001)               | M                             | 16                            | Gilles Panizzi                | Hervé Panizzi                 | 11–12                         |
| Ford                          | Ford Motor Co. Ltd.           | Ford Focus RS WRC 01                 | P                             | 3                             | Carlos Sainz                  | Luis Moya                     | Tutti                         |
| Ford                          | Ford Motor Co. Ltd.           | Ford Focus RS WRC 01                 | P                             | 4                             | Colin McRae                   | Nicky Grist                   | Tutti                         |
| Subaru                        | Subaru World Rally Team       | Subaru Impreza WRC2001               | P                             | 5                             | Richard Burns                 | Robert Reid                   | Tutti                         |
| Subaru                        | Subaru World Rally Team       | Subaru Impreza WRC2001               | P                             | 6                             | Markko Märtin                 | Michael Park                  | 1                             |
| Subaru                        | Subaru World Rally Team       | Subaru Impreza WRC2001               | P                             | 6                             | Petter Solberg                | Phil Mills                    | 2–14                          |
| Subaru                        | Subaru World Rally Team       | Subaru Impreza WRC2001               | P                             | 18                            | Markko Märtin                 | Michael Park                  | 12                            |
| Mitsubishi                    | Marlboro Mitsubishi Ralliart  | Mitsubishi Lancer/Carisma GT Evo 6.5 | M                             | 7                             | Tommi Mäkinen                 | Risto Mannisenmäki            | 1–10                          |
| Mitsubishi                    | Marlboro Mitsubishi Ralliart  | Mitsubishi Lancer/Carisma GT Evo 6.5 | M                             | 8                             | Freddy Loix                   | Sven Smeets                   | 1, 3–8                        |
| Mitsubishi                    | Marlboro Mitsubishi Ralliart  | Mitsubishi Lancer/Carisma GT Evo 6.5 | M                             | 19                            | Thomas Rådström               | Christina Thörner             | 2                             |
| Mitsubishi                    | Marlboro Mitsubishi Ralliart  | Mitsubishi Lancer/Carisma GT Evo 6.5 | M                             | 19                            | Toni Gardemeister             | Paavo Lukander                | 9–10                          |
| Mitsubishi                    | Marlboro Mitsubishi Ralliart  | Mitsubishi Lancer WRC                | M                             | 7                             | Tommi Mäkinen                 | Risto Mannisenmäki            | 11–12                         |
| Mitsubishi                    | Marlboro Mitsubishi Ralliart  | Mitsubishi Lancer WRC                | M                             | 7                             | Tommi Mäkinen                 | Timo Hantunen                 | 13                            |
| Mitsubishi                    | Marlboro Mitsubishi Ralliart  | Mitsubishi Lancer WRC                | M                             | 7                             | Tommi Mäkinen                 | Kaj Lindström                 | 14                            |
| Mitsubishi                    | Marlboro Mitsubishi Ralliart  | Mitsubishi Lancer WRC                | M                             | 8                             | Freddy Loix                   | Sven Smeets                   | 11–14                         |
| Hyundai                       | Hyundai Castrol WRT           | Hyundai Accent WRC                   | M                             | 9                             | Piero Liatti                  | Carlo Cassina                 | 1                             |
| Hyundai                       | Hyundai Castrol WRT           | Hyundai Accent WRC                   | M                             | 9                             | Kenneth Eriksson              | Staffan Parmander             | 2                             |
| Hyundai                       | Hyundai Castrol WRT           | Hyundai Accent WRC                   | M                             | 10                            | Alister McRae                 | David Senior                  | 1–2                           |
| Hyundai                       | Hyundai Castrol WRT           | Hyundai Accent WRC2                  | M                             | 9                             | Kenneth Eriksson              | Staffan Parmander             | 3, 5–7, 9–10, 13–14           |
| Hyundai                       | Hyundai Castrol WRT           | Hyundai Accent WRC2                  | M                             | 9                             | Piero Liatti                  | Carlo Cassina                 | 4, 11–12                      |
| Hyundai                       | Hyundai Castrol WRT           | Hyundai Accent WRC2                  | M                             | 10                            | Alister McRae                 | David Senior                  | 3–7, 10–14                    |
| Hyundai                       | Hyundai Castrol WRT           | Hyundai Accent WRC2                  | M                             | 20                            | Juha Kankkunen                | Juha Repo                     | 9                             |
| Škoda                         | Škoda Motorsport              | Škoda Octavia WRC Evo2               | M                             | 11                            | Armin Schwarz                 | Manfred Hiemer                | 1–9, 11–12, 14                |
| Škoda                         | Škoda Motorsport              | Škoda Octavia WRC Evo2               | M                             | 12                            | Bruno Thiry                   | Stéphane Prévot               | 1–9, 11–12, 14                |

| Ulteriori team partecipanti non iscritti al campionato costruttori WRC | Ulteriori team partecipanti non iscritti al campionato costruttori WRC | Ulteriori team partecipanti non iscritti al campionato costruttori WRC | Ulteriori team partecipanti non iscritti al campionato costruttori WRC | Ulteriori team partecipanti non iscritti al campionato costruttori WRC | Ulteriori team partecipanti non iscritti al campionato costruttori WRC | Ulteriori team partecipanti non iscritti al campionato costruttori WRC |
| Costruttori                                                            | Squadre                                                                | Auto                                                                   | Pneumatici                                                             | Piloti                                                                 | Copiloti                                                               | Gare                                                                   |
| ---------------------------------------------------------------------- | ---------------------------------------------------------------------- | ---------------------------------------------------------------------- | ---------------------------------------------------------------------- | ---------------------------------------------------------------------- | ---------------------------------------------------------------------- | ---------------------------------------------------------------------- |
| Peugeot                                                                | Peugeot Total                                                          | Peugeot 206 WRC (2000)                                                 | M                                                                      | Harri Rovanperä                                                        | Risto Pietiläinen                                                      | 2–3, 5                                                                 |
| Peugeot                                                                | Peugeot Total                                                          | Peugeot 206 WRC (2000)                                                 | M                                                                      | Marcus Grönholm                                                        | Timo Rautiainen                                                        | 1, 4                                                                   |
| Peugeot                                                                | Peugeot Total                                                          | Peugeot 206 WRC (2001)                                                 | M                                                                      | Harri Rovanperä                                                        | Risto Pietiläinen                                                      | 6–7, 10                                                                |
| Peugeot                                                                | Peugeot Total                                                          | Peugeot 206 WRC (2001)                                                 | M                                                                      | Didier Auriol                                                          | Denis Giraudet                                                         | 8–9, 13–14                                                             |
| Peugeot                                                                | Peugeot Total                                                          | Peugeot 206 WRC (2001)                                                 | M                                                                      | Marcus Grönholm                                                        | Timo Rautiainen                                                        | 11                                                                     |
| Peugeot                                                                | Peugeot Total                                                          | Peugeot 206 WRC (2001)                                                 | M                                                                      | Gilles Panizzi                                                         | Hervé Panizzi                                                          | 13                                                                     |
| Mitsubishi                                                             | Marlboro Mitsubishi Ralliart                                           | Mitsubishi Lancer/Carisma GT Evo 6.5                                   | M                                                                      | Freddy Loix                                                            | Sven Smeets                                                            | 2, 9–10                                                                |
| Mitsubishi                                                             | Marlboro Mitsubishi Ralliart                                           | Mitsubishi Lancer/Carisma GT Evo 6.5                                   | M                                                                      | Katsuhiko Taguchi                                                      | Derek Ringer                                                           | 6                                                                      |
| Hyundai                                                                | Hyundai Castrol WRT                                                    | Hyundai Accent WRC2                                                    | M                                                                      | Piero Liatti                                                           | Carlo Cassina                                                          | 6, 14                                                                  |
| Hyundai                                                                | Hyundai Castrol WRT                                                    | Hyundai Accent WRC2                                                    | M                                                                      | Alister McRae                                                          | David Senior                                                           | 9                                                                      |
| Citroën                                                                | Automobiles Citroën                                                    | Citroën Xsara WRC                                                      | M                                                                      | Philippe Bugalski                                                      | Jean-Paul Chiaroni                                                     | 4, 7, 11–12                                                            |
| Citroën                                                                | Automobiles Citroën                                                    | Citroën Xsara WRC                                                      | M                                                                      | Jesús Puras                                                            | Marc Martí                                                             | 4, 11–12                                                               |
| Citroën                                                                | Automobiles Citroën                                                    | Citroën Xsara WRC                                                      | M                                                                      | Thomas Rådström                                                        | Christina Thörner                                                      | 7                                                                      |
| Citroën                                                                | Automobiles Citroën                                                    | Citroën Xsara WRC                                                      | M                                                                      | Sébastien Loeb                                                         | Daniel Elena                                                           | 11                                                                     |
| Ford                                                                   | Ford Motor Co. Ltd.                                                    | Ford Focus RS WRC 01                                                   | P                                                                      | François Delecour                                                      | Daniel Grataloup                                                       | 1–13                                                                   |
| Ford                                                                   | Ford Motor Co. Ltd.                                                    | Ford Focus RS WRC 01                                                   | P                                                                      | Paolo Andreucci                                                        | Alessandro Giusti                                                      | 11                                                                     |
| Ford                                                                   | Ford Motor Co. Ltd.                                                    | Ford Focus RS WRC 01                                                   | P                                                                      | Mark Higgins                                                           | Bryan Thomas                                                           | 14                                                                     |
| Subaru                                                                 | Subaru World Rally Team                                                | Subaru Impreza WRC2001                                                 | P                                                                      | Petter Solberg                                                         | Phil Mills                                                             | 1                                                                      |
| Subaru                                                                 | Subaru World Rally Team                                                | Subaru Impreza WRC2001                                                 | P                                                                      | Markko Märtin                                                          | Michael Park                                                           | 2–4, 7, 9, 11, 14                                                      |
| Subaru                                                                 | Subaru World Rally Team                                                | Subaru Impreza WRC2001                                                 | P                                                                      | Toshihiro Arai                                                         | Glenn Macneall                                                         | 3, 5–8, 10–13                                                          |
| Subaru                                                                 | Subaru World Rally Team                                                | Subaru Impreza WRC2001                                                 | P                                                                      | Toshihiro Arai                                                         | Tony Sircombe                                                          | 14                                                                     |
| SEAT                                                                   | SEAT Sport                                                             | SEAT Córdoba WRC Evo3                                                  | P                                                                      | Salvador Cañellas Jr.                                                  | Alberto Sanchís                                                        | 4                                                                      |
| SEAT                                                                   | SEAT Sport                                                             | SEAT Córdoba WRC Evo3                                                  | P                                                                      | Marc Blázquez                                                          | Jordi Mercader                                                         | 4–6                                                                    |
| SEAT                                                                   | SEAT Sport                                                             | SEAT Córdoba WRC Evo3                                                  | P                                                                      | Gwyndaf Evans                                                          | Chris Patterson                                                        | 14                                                                     |
| Škoda                                                                  | Škoda Motorsport                                                       | Škoda Octavia WRC                                                      | M                                                                      | Roman Kresta                                                           | Jan Tománek                                                            | 8                                                                      |
| Škoda                                                                  | Škoda Motorsport                                                       | Škoda Octavia WRC Evo2                                                 | M                                                                      | Stig Blomqvist                                                         | Ana Goñi                                                               | 9                                                                      |
| Škoda                                                                  | Škoda Motorsport                                                       | Škoda Octavia WRC Evo2                                                 | M                                                                      | Roman Kresta                                                           | Jan Tománek                                                            | 11, 14                                                                 |

## La stagione

### Rally di Monte Carlo (19-21 gennaio)

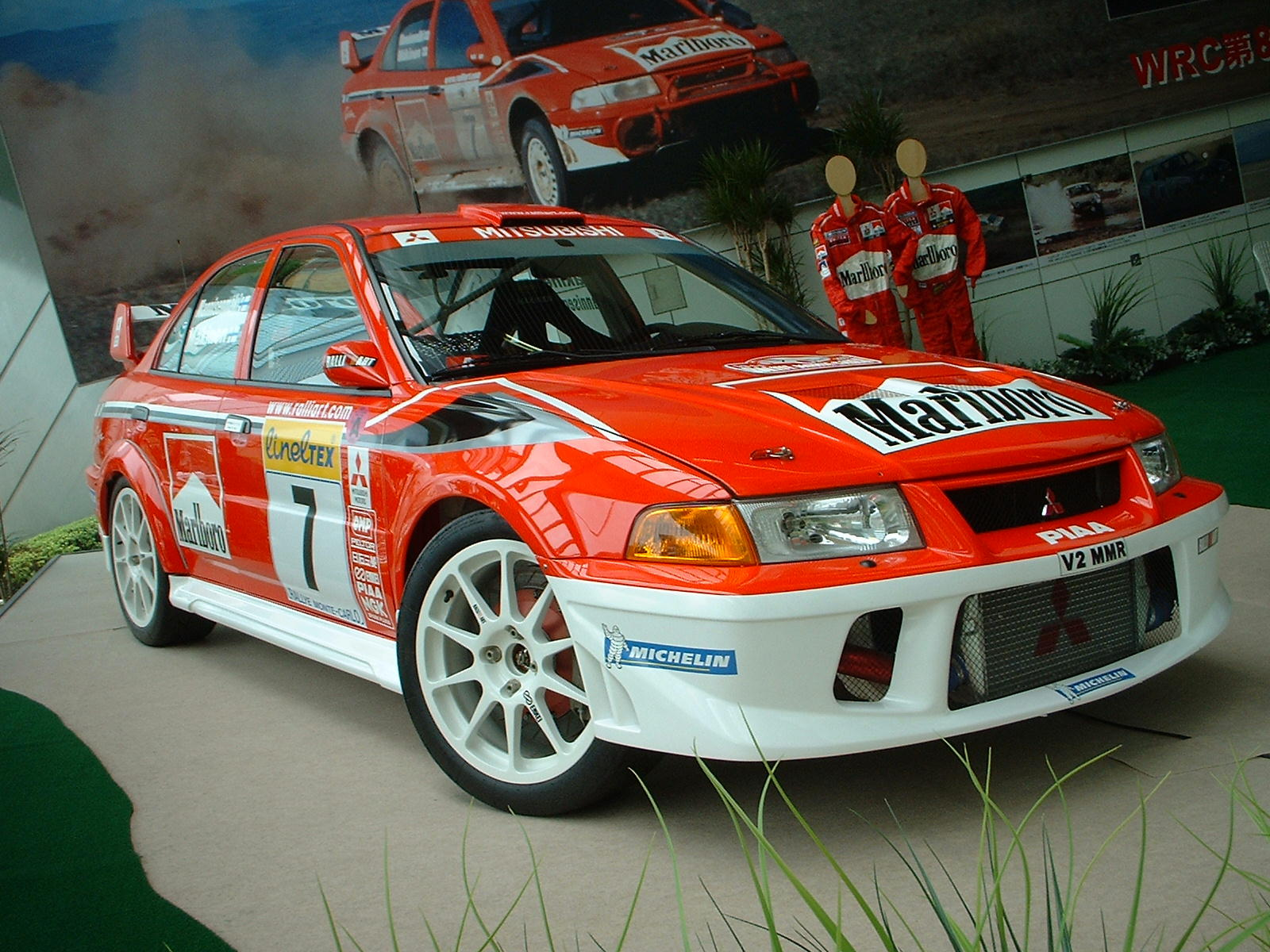
La Mitsubishi Lancer Evo 6.5 di Tommi Mäkinen, vincitrice del rally di Monte Carlo 2001

Il mondiale rally 2001 si aprì come al solito con il Rally di Montecarlo, giunto al 90º anniversario dalla prima edizione disputatasi nel 1911; dopo una prima tappa piena di ritiri (tre Peugeot e tre Subaru già fuori), Tommi Mäkinen si aggiudicò la gara al volante della sua Mitsubishi Lancer Evo 6.5, ereditando il primato che era di Colin McRae, ritiratosi nell'ultima giornata quando era in testa. Alle spalle di Mäkinen si piazzarono altre due Ford Focus RS WRC, quelle di Carlos Sainz e di François Delecour mentre ai piedi del podio giunsero Armin Schwarz (Škoda Octavia WRC), Toni Gardemeister (Peugeot 206 WRC) e Freddy Loix (Mitsubishi Carisma GT).

### Rally di Svezia (9-11 febbraio)
In Svezia inizio da dimenticare per Richard Burns e per Marcus Grönholm, il primo chiuse sedicesimo e il secondo invece si fermò nelle prime battute; nell'ultima frazione di gara rimase bloccato sulla neve anche Tommi Mäkinen, mentre occupava la terza posizione. A vincere l'appuntamento scandinavo fu quindi Harri Rovanperä su Peugeot 206 WRC, al suo primo successo mondiale, e alle sue spalle giunsero Thomas Rådström (Mitsubishi) e Carlos Sainz (Ford), che raggiunse Makinen e Rovanperä in testa alla classifica, ma svantaggiato perché non aveva vittorie al suo attivo. Seguirono nell'ordine Toni Gardemeister, quarto con una 206 privata, François Delecour con la Ford e Petter Solberg con la miglior Subaru Impreza WRC piazzata.

### Rally del Portogallo (8-11 marzo)
La terza prova del mondiale si tenne in Portogallo, dove la Hyundai fece debuttare la seconda evoluzione della Accent WRC, completamente rinnovata nella calandra e nella presa d'aria. Tommi Mäkinen vinse il rally, caratterizzato da pioggia torrenziale, vento, nebbia e fango, e balzò da solo in testa al campionato, superando all'ultima speciale Carlos Sainz, con lo spagnolo che vide sfumare una possibile vittoria dopo quella del 1998 persa da Colin McRae; terzo posto invece per Marcus Grönholm, ai suoi i primi punti di stagione così come per la Peugeot. Quarto Richard Burns che ottenne anch'egli i primi punti stagionali, davanti a François Delecour e ad Alister McRae, fratello di Colin, al volante della Accent WRC.

### Rally di Catalogna (23-25 marzo)
Dal Portogallo ci si spostò in Catalogna per il quarto rally della stagione, dove ci fu l'esordio per la Citroën Xsara WRC che si rivelò competitiva sin da inizio gara con Jesús Puras, al comando della corsa sino all'ottava prova speciale quando cedette il passo all'altra Citroën, quella di Philippe Bugalski, prima di essere costretto al ritiro; tuttavia nella quindicesima speciale il francese subì 4 minuti e 10 secondi di penalità, retrocedendo all'ottavo posto finale. Si concretizzò quindi una doppietta Peugeot con Didier Auriol che si aggiudicò il rally e ottenne il suo ventesimo successo iridato, precedendo il compagno di marca Gilles Panizzi, le due Mitsubishi di Tommi Mäkinen e Freddy Loix e poi un'altra coppia di auto, le Ford Focus di Carlos Sainz e di François Delecour (sempre a punti in questo inizio di campionato). La situazione in classifica dopo le prime quattro gare vedeva in testa Mäkinen con 24 punti, seguito da Sainz con 20 e dalla coppia Auriol/Rovanperä, entrambi a quota 10.

### Rally d'Argentina (3-6 maggio)
Il quinto round si disputò in Sudamerica, in Argentina, dove si impose Colin McRae che conquistò così la sua prima vittoria nonché i suoi primi punti iridati in stagione, dopo quattro deludenti gare con tre ritiri e un ottavo posto. Alle spalle dello scozzese, che ha guidato il rally dalla prima all'ultima prova speciale, giunsero la Subaru di Richard Burns e l'altra Ford di Carlos Sainz. Completarono la zona punti Tommi Mäkinen, quarto con la Mitsubishi, Petter Solberg, quinto con la Subaru e Freddy Loix sesto con la seconda Mitsubishi.

### Rally di Cipro (1º-3 giugno)

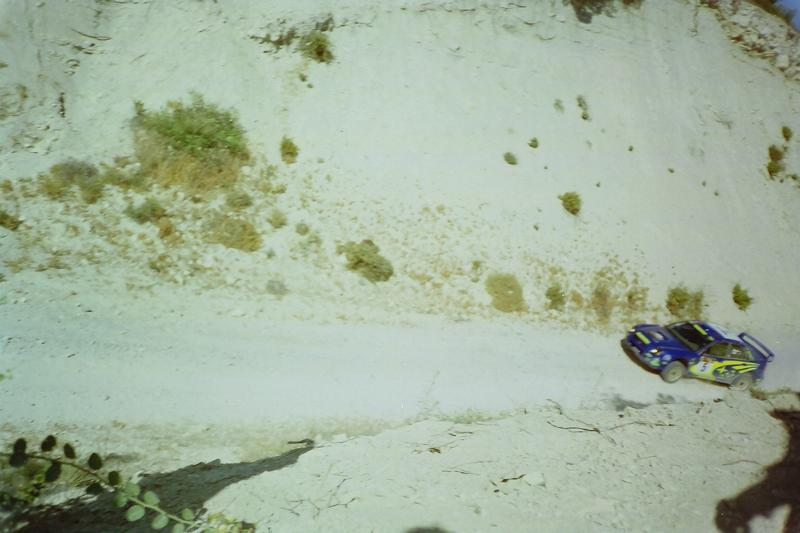
Richard Burns al rally di Cipro 2001

Dopo l'appuntamento argentino il mondiale si spostò sul Mar Mediterraneo per disputare il rally di Cipro, dove Peugeot fece debuttare una nuova evoluzione della 206 WRC, con Marcus Gronholm intenzionato a risollevarsi da un poco esaltante inizio di campionato, ma dovette rassegnarsi al ritiro nell'ultima giornata. La vittoria andò quindi a Colin McRae, davanti a Burns e a Sainz, ripetendo così lo stesso podio della gara precedente in Argentina. Alle loro spalle si piazzarono il giapponese Toshihiro Arai, quarto con la terza Subaru, davanti a Freddy Loix con la Mitsubishi e a Pasi Hagström con una vetusta Toyota Corolla WRC.

### Rally dell'Acropoli (15-17 giugno)
Il mondiale giunse al suo giro di boa con il rally dell'Acropoli, dove ci fu la terza vittoria consecutiva in stagione per Colin McRae e soprattutto il quarto successo in Grecia per lo scozzese, il quale agganciò Tommi Mäkinen (quarto all'arrivo) in testa alla classifica piloti. Si prospettava all'orizzonte una doppietta Ford, ma all'ultima speciale Carlos Sainz si fermò, dovendo quindi rinunciare alla piazza d'onore. Alle spalle di McRae giunse il giovane norvegese Petter Solberg con la Subaru e il finlandese Harri Rovanperä su Peugeot 206, quarto Mäkinen davanti a François Delecour e a Philippe Bugalski con la Citroën Xsara. La classifica piloti a metà campionato vedeva quindi appaiati in testa McRae e Mäkinen con 30 punti, seguiti da Sainz con 28.

### Safari Rally (20-22 luglio)

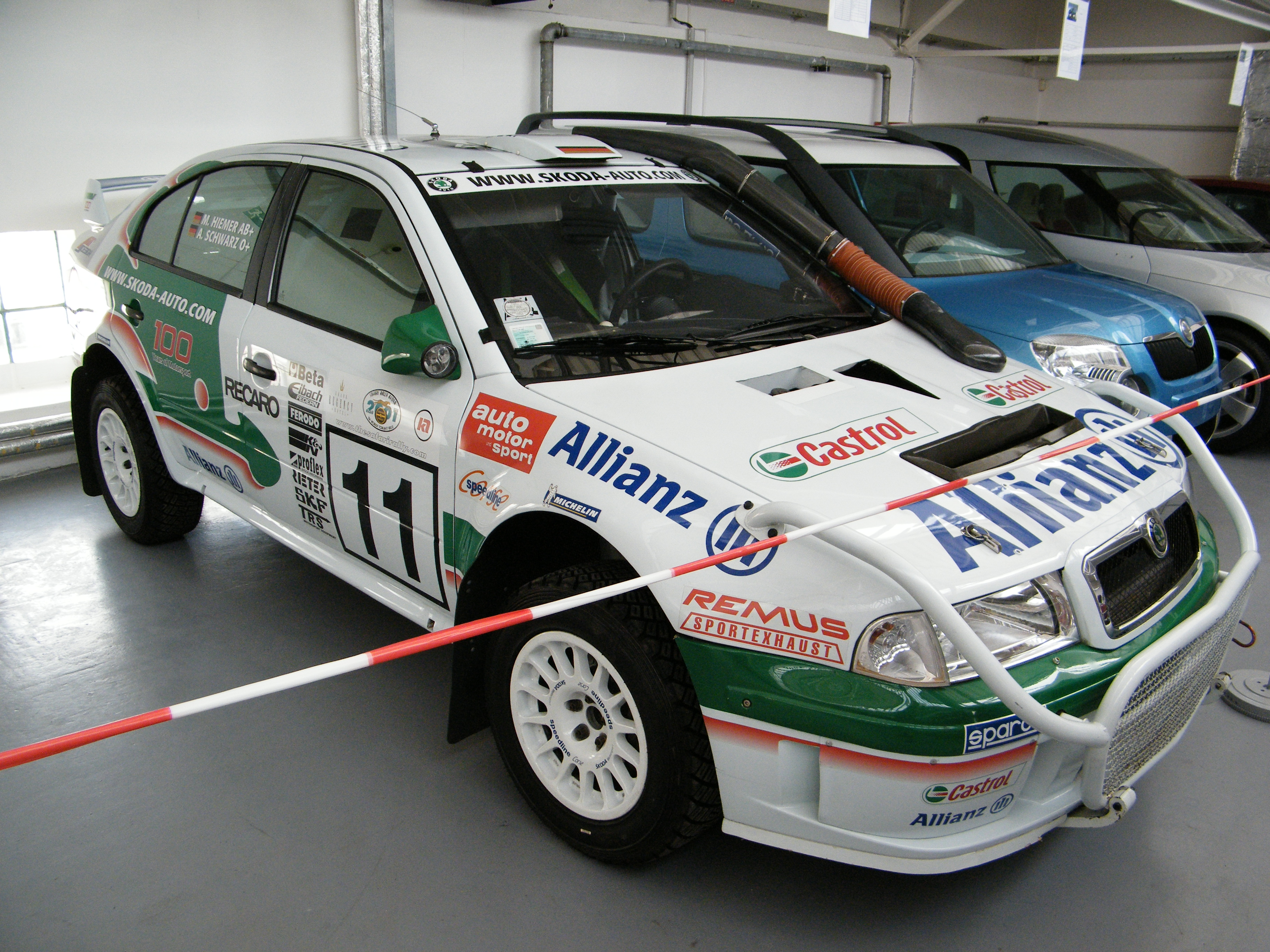
La Octavia WRC Evo2 con la quale Armin Schwarz conquistò il primo podio mondiale per Škoda

L'ottava prova del campionato si svolse in Africa, al Safari Rally, e la vittoria andò a Tommi Mäkinen che di conseguenza tornò in testa al mondiale con 10 punti di vantaggio sugli inseguitori. Il finlandese della Mitsubishi precedette la 206 di Harri Rovanperä e il tedesco Armin Schwarz, che regalò alla Škoda il suo primo podio iridato. Ai piedi del podio la Focus di François Delecour davanti a Freddy Loix su Mitsubishi e all'argentino Gabriel Pozzo, vincitore del Gruppo N con la casa dei tre diamanti.

### Rally di Finlandia (24-26 agosto)

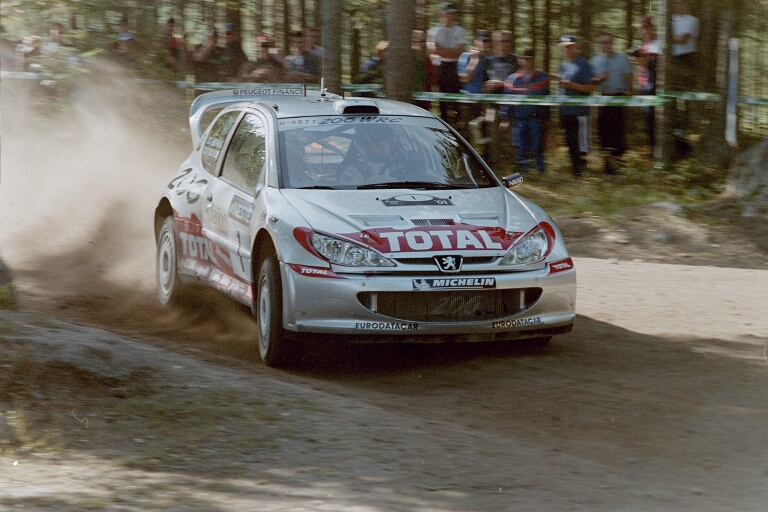
Marcus Grönholm, vincitore del rally di Finlandia 2001

Il mondiale 2001 di Marcus Grönholm iniziò dal rally di Finlandia, l'ex 1000 Laghi, dove il campione del mondo in carica della Peugeot conquistò la sua seconda vittoria consecutiva nella gara di casa e rilanciò la Peugeot nella corsa al titolo; alle sue spalle si piazzarono Richard Burns con la Subaru e Colin McRae su Ford. Lo scozzese, a cinque gare alla fine, ridusse lo svantaggio dalla testa della classifica portandosi a 6 lunghezze da Tommi Mäkinen, ritiratosi nel corso della prima prova speciale per la rottura della ruota anteriore sinistra. Una disattenzione nell'ultima speciale costò alla Peugeot una possibile doppietta e il secondo posto a Harri Rovanperä, che chiuse comunque quarto davanti a Markko Märtin, quinto con la Subaru e a Carlos Sainz, soltanto sesto.

### Rally della Nuova Zelanda (21-23 settembre)
A dieci giorni dall'attentato dell'11 settembre 2001, la carovana del mondiale rally si spostò in Oceania per il Rally della Nuova Zelanda, dove la vittoria andò a Richard Burns che per la prima volta alla vittoria la nuova Impreza, davanti a Colin McRae con la Ford e a Harri Rovanpera con la Peugeot. Carlos Sainz, con la Ford, finì ai piedi del podio davanti a un deludente Marcus Gronholm e a Didier Auriol, entrambi con le Peugeot 206. Ottavo fu Tommi Makinen, lontanissimo dalla vetta con la Mitsubishi Lancer Evo 6.5 alla sua ultima gara ufficiale e dietro alla seconda Subaru di Petter Solberg. Con un secondo posto McRae tornò ad agganciare Makinen in testa con 40 punti.

### Rally di Sanremo (5-7 ottobre)
Nel mese di ottobre si corsero due gare consecutive su asfalto: il rally di Sanremo e il Tour de Corse. Nella gara italiana Mitsubishi portò al debutto la nuova Lancer WRC e il successo andò a Gilles Panizzi su Peugeot 206, davanti al giovane Sébastien Loeb con una Citroën Xsara WRC, scatenato nell'ultima speciale su fondo interamente bagnato, arrivando addirittura vicino a vincere la gara. Terzo gradino del podio per Didier Auriol con l'altra Peugeot davanti a Carlos Sainz con la Ford, a Renato Travaglia con la 206 della scuderia Racing Lions e a François Delecour con la Ford. Solo settimo invece Marcus Gronholm, crollato dal quarto posto dove si trovava al termine della seconda tappa.

### Tour de Corse (19-21 ottobre)
Nella terra di Napoleone arrivò il primo successo della Citroën Xsara WRC, con Jesús Puras a precedere le Peugeot 206 di Gilles Panizzi e Didier Auriol; quarto posto per Richard Burns su Subaru davanti ai compagni di squadra Petter Solberg e Markko Märtin. Gara da dimenticare per Marcus Gronholm, che perse una ruota, e soprattutto per Tommi Makinen che capottò con la Mitsubishi dopo aver attraversato una chicane in prossimità di un burrone; nell'incidente rimase gravemente infortunato il suo copilota Risto Mannisenmäki che dovette ritirarsi dal mondiale. La classifica piloti rimase invariata a due gare dalla fine con quattro contendenti ancora in lizza per il titolo: Mäkinen e McRae in testa con 40 punti, Burns con 34 e Sainz a quota 33. Nel frattempo Sébastien Loeb si laureò campione del mondo nel campionato Junior WRC, dedicato ai giovani piloti alla guida di vetture di classe Super 1600.

### Rally d'Australia (1º-4 novembre)
In Australia si corse la penultima gara della stagione, e ad aggiudicarsi la vittoria fu Marcus Gronholm, che portò sul gradino più alto del podio la Peugeot 206, davanti a Richard Burns, secondo con la Subaru, e a Didier Auriol con l'altra Peugeot 206. Per la casa del leone arrivarono quindi altri 14 punti che valsero la leadership nel mondiale costruttori, riuscendo tra l'altro a piazzare tre vetture nei primi quattro posti, in virtù della quarta piazza ottenuta da Harri Rovanperä. La sfida per il quinto posto valse anche per la leadership del mondiale piloti, con Colin McRae che batté Tommi Mäkinen e si presentò al via dell'ultimo appuntamento in testa al campionato. A una gara dal termine la situazione era questa: McRae a 42 punti, Mäkinen a 41, Burns a 40 e Carlos Sainz a 33; i primi tre piloti erano davvero in corsa per il titolo ma per Sainz le possibilità erano davvero poche, potendo soltanto sperare nei ritiri dei suoi tre avversari.

### Rally di Gran Bretagna (22-25 novembre)
Il rally di Gran Bretagna fu l'ultima gara della stagione, e nella prima tappa la corsa perse già due dei quattro pretendenti al titolo: Tommi Mäkinen venne appiedato dalla sua Mitsubishi, sancendo così l'addio al suo possibile quinto titolo mondiale, mentre Colin McRae dovette abbandonare a causa di uno spettacolare capottamento. Nel corso della gara britannica i due pretendenti diventarono uno solo, ossia Richard Burns, in quanto anche Sainz si ritirò nella seconda tappa. La gara venne vinta da Marcus Gronholm davanti a Harri Rovanperä, una doppietta che regalò il titolo costruttori alla squadra Peugeot per il secondo anno consecutivo e permise a Gronholm di chiudere l'anno al quarto posto a pari punti proprio con Rovanperä. Con il terzo posto ottenuto nella gara di casa, Richard Burns si laureò quindi campione del mondo, arrivando a quota 44 nella classifica piloti. Quarto posto per l'altro McRae, Alister con la Hyundai, davanti ad Armin Schwarz con la Skoda e a Kenneth Eriksson con la seconda Hyundai. Nel gruppo N il titolo mondiale andò all'argentino Gabriel Pozzo.

## Risultati e statistiche
| Gara | Nome rally                                                                    | Podio | Podio | Podio                              | Podio                                                        | Podio     | Statistiche | Statistiche             | Statistiche | Statistiche |
| Gara | Nome rally                                                                    | Pos.  | Nº    | Pilota e copilota                  | Squadra                                                      | Tempo     | Speciali    | Lunghezza               | Partiti     | Arrivati    |
| ---- | ----------------------------------------------------------------------------- | ----- | ----- | ---------------------------------- | ------------------------------------------------------------ | --------- | ----------- | ----------------------- | ----------- | ----------- |
| 1    | 69ème Rallye Automobile de Monte-Carlo (19-21 gennaio) — Resoconto            | 1     | 7     | Tommi Mäkinen Risto Mannisenmäki   | Marlboro Mitsubishi Ralliart (Mitsubishi Lancer Evo 6.5)     | 4h38'04"3 | (15) 14     | (373,06 km) 352,53 km   | 56          | 27          |
| 1    | 69ème Rallye Automobile de Monte-Carlo (19-21 gennaio) — Resoconto            | 2     | 3     | Carlos Sainz Luis Moya             | Ford Motor Co. Ltd. (Ford Focus RS WRC 01)                   | +1'00"8   | (15) 14     | (373,06 km) 352,53 km   | 56          | 27          |
| 1    | 69ème Rallye Automobile de Monte-Carlo (19-21 gennaio) — Resoconto            | 3     | 17    | François Delecour Daniel Grataloup | Ford Motor Co. Ltd. (Ford Focus RS WRC 01)                   | +2'05"3   | (15) 14     | (373,06 km) 352,53 km   | 56          | 27          |
|      |                                                                               |       |       |                                    |                                                              |           |             |                         |             |             |
| 2    | 50th International Swedish Rally (9-11 febbraio) — Resoconto                  | 1     | 16    | Harri Rovanperä Risto Pietiläinen  | Peugeot Total (Peugeot 206 WRC (2000))                       | 3h27'01"1 | 17          | 379,87 km               | 78          | 41          |
| 2    | 50th International Swedish Rally (9-11 febbraio) — Resoconto                  | 2     | 19    | Thomas Rådström Christina Thörner  | Marlboro Mitsubishi Ralliart (Mitsubishi Carisma GT Evo 6.5) | +27"9     | 17          | 379,87 km               | 78          | 41          |
| 2    | 50th International Swedish Rally (9-11 febbraio) — Resoconto                  | 3     | 3     | Carlos Sainz Luis Moya             | Ford Motor Co. Ltd. (Ford Focus RS WRC 01)                   | +37"0     | 17          | 379,87 km               | 78          | 41          |
|      |                                                                               |       |       |                                    |                                                              |           |             |                         |             |             |
| 3    | 35º TAP Rallye de Portugal (8-11 marzo) — Resoconto                           | 1     | 7     | Tommi Mäkinen Risto Mannisenmäki   | Marlboro Mitsubishi Ralliart (Mitsubishi Lancer Evo 6.5)     | 3h46'42"1 | (22) 18     | (390,14 km) 300,88 km   | 94          | 24          |
| 3    | 35º TAP Rallye de Portugal (8-11 marzo) — Resoconto                           | 2     | 3     | Carlos Sainz Luis Moya             | Ford Motor Co. Ltd. (Ford Focus RS WRC 01)                   | +8"6      | (22) 18     | (390,14 km) 300,88 km   | 94          | 24          |
| 3    | 35º TAP Rallye de Portugal (8-11 marzo) — Resoconto                           | 3     | 1     | Marcus Grönholm Timo Rautiainen    | Peugeot Total (Peugeot 206 WRC (2000))                       | +2'55"6   | (22) 18     | (390,14 km) 300,88 km   | 94          | 24          |
|      |                                                                               |       |       |                                    |                                                              |           |             |                         |             |             |
| 4    | 37º Rallye Catalunya-Costa Brava - Rallye de España (23-25 marzo) — Resoconto | 1     | 2     | Didier Auriol Denis Giraudet       | Peugeot Total (Peugeot 206 WRC (2000))                       | 3h40'54"7 | (18) 17     | (383,18 km) 347,29 km   | 76          | 36          |
| 4    | 37º Rallye Catalunya-Costa Brava - Rallye de España (23-25 marzo) — Resoconto | 2     | 16    | Gilles Panizzi Hervé Panizzi       | Peugeot Total (Peugeot 206 WRC (2000))                       | +23"2     | (18) 17     | (383,18 km) 347,29 km   | 76          | 36          |
| 4    | 37º Rallye Catalunya-Costa Brava - Rallye de España (23-25 marzo) — Resoconto | 3     | 7     | Tommi Mäkinen Risto Mannisenmäki   | Marlboro Mitsubishi Ralliart (Mitsubishi Lancer Evo 6.5)     | +1'01"4   | (18) 17     | (383,18 km) 347,29 km   | 76          | 36          |
|      |                                                                               |       |       |                                    |                                                              |           |             |                         |             |             |
| 5    | 21º Rally Argentina (3-6 maggio) — Resoconto                                  | 1     | 4     | Colin McRae Nicky Grist            | Ford Motor Co. Ltd. (Ford Focus RS WRC 01)                   | 4h18'25"3 | 21          | 389,58 km               | 65          | 32          |
| 5    | 21º Rally Argentina (3-6 maggio) — Resoconto                                  | 2     | 5     | Richard Burns Robert Reid          | Subaru World Rally Team (Subaru Impreza WRC2001)             | +26"9     | 21          | 389,58 km               | 65          | 32          |
| 5    | 21º Rally Argentina (3-6 maggio) — Resoconto                                  | 3     | 3     | Carlos Sainz Luis Moya             | Ford Motor Co. Ltd. (Ford Focus RS WRC 01)                   | +1'46"4   | 21          | 389,58 km               | 65          | 32          |
|      |                                                                               |       |       |                                    |                                                              |           |             |                         |             |             |
| 6    | 29th Cyprus Rally (1º-3 giugno) — Resoconto                                   | 1     | 4     | Colin McRae Nicky Grist            | Ford Motor Co. Ltd. (Ford Focus RS WRC 01)                   | 5h07'32"7 | 22          | 341,38 km               | 76          | 30          |
| 6    | 29th Cyprus Rally (1º-3 giugno) — Resoconto                                   | 2     | 5     | Richard Burns Robert Reid          | Subaru World Rally Team (Subaru Impreza WRC2001)             | +16"4     | 22          | 341,38 km               | 76          | 30          |
| 6    | 29th Cyprus Rally (1º-3 giugno) — Resoconto                                   | 3     | 3     | Carlos Sainz Luis Moya             | Ford Motor Co. Ltd. (Ford Focus RS WRC 01)                   | +26"5     | 22          | 341,38 km               | 76          | 30          |
|      |                                                                               |       |       |                                    |                                                              |           |             |                         |             |             |
| 7    | 48th Acropolis Rally (15-17 giugno) — Resoconto                               | 1     | 5     | Colin McRae Nicky Grist            | Ford Motor Co. Ltd. (Ford Focus WRC 00)                      | 4h19'01"9 | (20) 19     | (387,41 km) 356,01 km   | 110         | 47          |
| 7    | 48th Acropolis Rally (15-17 giugno) — Resoconto                               | 2     | 6     | Petter Solberg Phil Mills          | Subaru World Rally Team (Subaru Impreza WRC2001)             | +49"0     | (20) 19     | (387,41 km) 356,01 km   | 110         | 47          |
| 7    | 48th Acropolis Rally (15-17 giugno) — Resoconto                               | 3     | 16    | Harri Rovanperä Risto Pietiläinen  | Peugeot Total (Peugeot 206 WRC (2001))                       | +1'35"7   | (20) 19     | (387,41 km) 356,01 km   | 110         | 47          |
|      |                                                                               |       |       |                                    |                                                              |           |             |                         |             |             |
| 8    | 49th Safari Rally Kenya (20-22 luglio) — Resoconto                            | 1     | 7     | Tommi Mäkinen Risto Mannisenmäki   | Marlboro Mitsubishi Ralliart (Mitsubishi Lancer Evo 6.5)     | 8h58'37"0 | (13) 12     | (1129,76 km) 1079,81 km | 41          | 15          |
| 8    | 49th Safari Rally Kenya (20-22 luglio) — Resoconto                            | 2     | 16    | Harri Rovanperä Risto Pietiläinen  | Peugeot Total (Peugeot 206 WRC (2001))                       | +12'37"0  | (13) 12     | (1129,76 km) 1079,81 km | 41          | 15          |
| 8    | 49th Safari Rally Kenya (20-22 luglio) — Resoconto                            | 3     | 11    | Armin Schwarz Manfred Hiemer       | Škoda Motorsport (Škoda Octavia WRC Evo2)                    | +17'35"0  | (13) 12     | (1129,76 km) 1079,81 km | 41          | 15          |
|      |                                                                               |       |       |                                    |                                                              |           |             |                         |             |             |
| 9    | 51th Neste Rally Finland (24-26 agosto) — Resoconto                           | 1     | 1     | Marcus Grönholm Timo Rautiainen    | Peugeot Total (Peugeot 206 WRC (2001))                       | 3h23'12"8 | 21          | 406,38 km               | 160         | 79          |
| 9    | 51th Neste Rally Finland (24-26 agosto) — Resoconto                           | 2     | 5     | Richard Burns Robert Reid          | Subaru World Rally Team (Subaru Impreza WRC2001)             | +25"0     | 21          | 406,38 km               | 160         | 79          |
| 9    | 51th Neste Rally Finland (24-26 agosto) — Resoconto                           | 3     | 4     | Colin McRae Nicky Grist            | Ford Motor Co. Ltd. (Ford Focus RS WRC 01)                   | +32"3     | 21          | 406,38 km               | 160         | 79          |
|      |                                                                               |       |       |                                    |                                                              |           |             |                         |             |             |
| 10   | 32th Propecia Rally New Zealand (21-23 settembre) — Resoconto                 | 1     | 5     | Richard Burns Robert Reid          | Subaru World Rally Team (Subaru Impreza WRC2001)             | 3h47'28"0 | 24          | 382,46 km               | 68          | 48          |
| 10   | 32th Propecia Rally New Zealand (21-23 settembre) — Resoconto                 | 2     | 4     | Colin McRae Nicky Grist            | Ford Motor Co. Ltd. (Ford Focus RS WRC 01)                   | +44"6     | 24          | 382,46 km               | 68          | 48          |
| 10   | 32th Propecia Rally New Zealand (21-23 settembre) — Resoconto                 | 3     | 16    | Harri Rovanperä Risto Pietiläinen  | Peugeot Total (Peugeot 206 WRC (2001))                       | +50"1     | 24          | 382,46 km               | 68          | 48          |
|      |                                                                               |       |       |                                    |                                                              |           |             |                         |             |             |
| 11   | 43º Rallye Sanremo - Rallye d'Italia (5-7 ottobre) — Resoconto                | 1     | 16    | Gilles Panizzi Hervé Panizzi       | Peugeot Total (Peugeot 206 WRC (2001))                       | 4h05'49"5 | 20          | 368,12 km               | 73          | 37          |
| 11   | 43º Rallye Sanremo - Rallye d'Italia (5-7 ottobre) — Resoconto                | 2     | 20    | Sébastien Loeb Daniel Elena        | Automobiles Citroën (Citroën Xsara WRC)                      | +11"4     | 20          | 368,12 km               | 73          | 37          |
| 11   | 43º Rallye Sanremo - Rallye d'Italia (5-7 ottobre) — Resoconto                | 3     | 2     | Didier Auriol Denis Giraudet       | Peugeot Total (Peugeot 206 WRC (2001))                       | +54"9     | 20          | 368,12 km               | 73          | 37          |
|      |                                                                               |       |       |                                    |                                                              |           |             |                         |             |             |
| 12   | 45ème Tour de Corse - Rallye de France (19-21 ottobre) — Resoconto            | 1     | 15    | Jesús Puras Marc Martí             | Automobiles Citroën (Citroën Xsara WRC)                      | 3h58'35"5 | (16) 15     | (394,04 km) 366,40 km   | 85          | 50          |
| 12   | 45ème Tour de Corse - Rallye de France (19-21 ottobre) — Resoconto            | 2     | 16    | Gilles Panizzi Hervé Panizzi       | Peugeot Total (Peugeot 206 WRC (2001))                       | +17"5     | (16) 15     | (394,04 km) 366,40 km   | 85          | 50          |
| 12   | 45ème Tour de Corse - Rallye de France (19-21 ottobre) — Resoconto            | 3     | 2     | Didier Auriol Denis Giraudet       | Peugeot Total (Peugeot 206 WRC (2001))                       | +1'11"9   | (16) 15     | (394,04 km) 366,40 km   | 85          | 50          |
|      |                                                                               |       |       |                                    |                                                              |           |             |                         |             |             |
| 13   | 14th Telstra Rally Australia (1º-4 novembre) — Resoconto                      | 1     | 1     | Marcus Grönholm Timo Rautiainen    | Peugeot Total (Peugeot 206 WRC (2001))                       | 3h17'01"3 | (21) 20     | (396,77 km) 351,35 km   | 73          | 51          |
| 13   | 14th Telstra Rally Australia (1º-4 novembre) — Resoconto                      | 2     | 5     | Richard Burns Robert Reid          | Subaru World Rally Team (Subaru Impreza WRC2001)             | +40"4     | (21) 20     | (396,77 km) 351,35 km   | 73          | 51          |
| 13   | 14th Telstra Rally Australia (1º-4 novembre) — Resoconto                      | 3     | 2     | Didier Auriol Denis Giraudet       | Peugeot Total (Peugeot 206 WRC (2001))                       | +1'20"1   | (21) 20     | (396,77 km) 351,35 km   | 73          | 51          |
|      |                                                                               |       |       |                                    |                                                              |           |             |                         |             |             |
| 14   | 57th Network Q Rally of Great Britain (22-25 novembre) — Resoconto            | 1     | 1     | Marcus Grönholm Timo Rautiainen    | Peugeot Total (Peugeot 206 WRC (2001))                       | 3h23'44"8 | (17) 16     | (380,86 km) 354,60 km   | 117         | 50          |
| 14   | 57th Network Q Rally of Great Britain (22-25 novembre) — Resoconto            | 2     | 16    | Harri Rovanperä Risto Pietiläinen  | Peugeot Total (Peugeot 206 WRC (2001))                       | +2'27"1   | (17) 16     | (380,86 km) 354,60 km   | 117         | 50          |
| 14   | 57th Network Q Rally of Great Britain (22-25 novembre) — Resoconto            | 3     | 5     | Richard Burns Robert Reid          | Subaru World Rally Team (Subaru Impreza WRC2001)             | +3'15"4   | (17) 16     | (380,86 km) 354,60 km   | 117         | 50          |

Legenda: Pos.= Posizione; Nº = Numero di gara.

## Classifiche

### Punteggio
Il punteggio, in vigore dal 1997, è rimasto inalterato rispetto alla precedente stagione.
| Posizione | 1ª | 2ª | 3ª | 4ª | 5ª | 6ª |
| Punti     | 10 | 6  | 4  | 3  | 2  | 1  |

### Classifica generale piloti
| Pos. | Pilota            | MON | SVE | POR | CAT | ARG | CIP | ACR | SAF | FIN | NZL | SAN | TOU | AUS | GBR | Punti |
| ---- | ----------------- | --- | --- | --- | --- | --- | --- | --- | --- | --- | --- | --- | --- | --- | --- | ----- |
| 1    | Richard Burns     | Rit | 16  | 4   | 7   | 2   | 2   | Rit | Rit | 2   | 1   | Rit | 4   | 2   | 3   | 44    |
| 2    | Colin McRae       | Rit | 9   | Rit | Rit | 1   | 1   | 1   | Rit | 3   | 2   | 8   | 11  | 5   | Rit | 42    |
| 3    | Tommi Mäkinen     | 1   | Rit | 1   | 3   | 4   | Rit | 4   | 1   | Rit | 8   | Rit | Rit | 6   | Rit | 41    |
| 4    | Marcus Grönholm   | Rit | Rit | 3   | Rit | Rit | Rit | Rit | Rit | 1   | 5   | 7   | Rit | 1   | 1   | 36    |
| 5    | Harri Rovanperä   |     | 1   | Rit |     | Rit | Rit | 3   | 2   | 4   | 3   | 11  | 7   | 4   | 2   | 36    |
| 6    | Carlos Sainz      | 2   | 3   | 2   | 5   | 3   | 3   | Rit | Rit | 6   | 4   | 4   | Rit | 8   | Rit | 33    |
| 7    | Didier Auriol     | Rit | Rit | 8   | 1   | Rit | Rit | Rit | Rit | Rit | 6   | 3   | 3   | 3   | 7   | 23    |
| 8    | Gilles Panizzi    | Rit |     | 12  | 2   |     | Rit | Rit |     | 14  |     | 1   | 2   | 9   | Rit | 22    |
| 9    | François Delecour | 3   | 5   | 5   | 6   | 7   | Rit | 5   | 4   | Rit | 12  | 6   | 10  | Rit |     | 15    |
| 10   | Petter Solberg    | Rit | 6   | Rit | Rit | 5   | Rit | 2   | Rit | 7   | 7   | 9   | 5   | 7   | Rit | 11    |
| 11   | Jesús Puras       | Rit |     |     | Rit |     |     |     |     |     |     | Rit | 1   |     |     | 10    |
| 12   | Armin Schwarz     | 4   | Rit | Rit | Rit | Rit | 9   | 7   | 3   | 15  |     | Rit | Rit |     | 5   | 9     |
| 13   | Freddy Loix       | 6   | 13  | Rit | 4   | 6   | 5   | 9   | 5   | 10  | 11  | 12  | 12  | 11  | Rit | 9     |
| 14   | Sébastien Loeb    | 15  | Rit |     | 15  |     |     | 19  |     | 28  |     | 2   | 13  |     | Rit | 6     |
| 15   | Thomas Rådström   |     | 2   | Rit |     |     |     | Rit |     |     |     |     |     |     |     | 6     |
| 16   | Toni Gardemeister | 5   | 4   |     |     |     |     |     |     | Rit | 15  |     |     |     |     | 5     |
| 17   | Alister McRae     | 7   | Rit | 6   | 11  | 9   | 7   | 15  |     | 13  | 9   | Rit | 9   | 10  | 4   | 4     |
| 18   | Toshihiro Arai    |     |     | Rit |     | 8   | 4   | Rit | Rit |     | 14  | Rit | Rit | Rit | 10  | 3     |
| 19   | Markko Märtin     | Rit | 12  | Rit | Rit |     |     | Rit |     | 5   |     | Rit | 6   |     | Rit | 3     |
| 20   | Renato Travaglia  |     |     |     |     |     |     |     |     |     |     | 5   |     |     |     | 2     |
| 21   | Kenneth Eriksson  |     | 8   | 7   |     | Rit | Rit | Rit |     | 12  | 10  |     |     | 12  | 6   | 1     |
| 22   | Philippe Bugalski | 14  |     | Rit | 8   |     |     | 6   |     |     |     | Rit | Rit |     |     | 1     |
| 23   | Pasi Hagström     |     | Rit | 10  |     |     | 6   | Rit |     | 9   |     | Rit |     | 16  |     | 1     |
| 24   | Gabriel Pozzo     | 12  |     | Rit | 18  | 10  | 13  | 13  | 6   | 26  | 18  | 23  |     | 18  |     | 1     |
| Pos. | Pilota            | MON | SVE | POR | CAT | ARG | CIP | ACR | SAF | FIN | NZL | SAN | TOU | AUS | GBR | Punti |

| Colore  | Risultato                |
| ------- | ------------------------ |
| Oro     | Vincitore                |
| Argento | 2º posto                 |
| Bronzo  | 3º posto                 |
| Verde   | Finito a punti           |
| Blu     | Finito senza punti       |
| Blu     | Non classificato (NC)    |
| Viola   | Ritirato (Rit)           |
| Nero    | Squalificato (SQ)        |
| Nero    | Escluso (ES)             |
| Bianco  | Non ha gareggiato        |
| Bianco  | Iscrizione ritirata (WD) |
| Bianco  | Non partito (NP)         |
| Bianco  | Gara cancellata (C)      |

### Classifica costruttori WRC
Come nella precedente stagione, per ognuna delle quattordici gare del mondiale ciascuna squadra poteva designare soltanto due vetture eleggibili a marcare punti per il campionato costruttori.
| Pos. | Costruttori                  | Nº | Pilota       | MON | SVE | POR | CAT | ARG | CIP | ACR | SAF | FIN | NZL | SAN | TOU | AUS | GBR | Punti |
| ---- | ---------------------------- | -- | ------------ | --- | --- | --- | --- | --- | --- | --- | --- | --- | --- | --- | --- | --- | --- | ----- |
| 1    | Peugeot Total                | 1  | Grönholm     | Rit | Rit | 3   |     | Rit | Rit | Rit | Rit | 1   | 4   |     |     | 1   | 1   | 106   |
| 1    | Peugeot Total                | 2  | Auriol       | Rit | Rit | 7   | 1   | Rit | Rit | Rit |     |     | 5   | 2   | 2   |     |     | 106   |
| 1    | Peugeot Total                | 16 | Panizzi      |     |     |     | 2   |     |     |     | 2   | 4   |     | 1   | 1   | 3   | 2   | 106   |
| 2    | Ford Motor Co. Ltd.          | 3  | Sainz        | 2   | 2   | 2   | 5   | 3   | 3   | Rit | Rit | 5   | 3   | 3   | Rit | 7   | Rit | 86    |
| 2    | Ford Motor Co. Ltd.          | 4  | C. McRae     | Rit | 5   | Rit | Rit | 1   | 1   | 1   | Rit | 3   | 2   | 4   | 7   | 4   | Rit | 86    |
| 3    | Marlboro Mitsubishi Ralliart | 7  | Mäkinen      | 1   | Rit | 1   | 3   | 4   | Rit | 3   | 1   | Rit | 7   | Rit | Rit | 5   | Rit | 69    |
| 3    | Marlboro Mitsubishi Ralliart | 8  | Loix         | 4   |     | Rit | 4   | 6   | 4   | 5   | 4   |     |     | 6   | 8   | 9   | Rit | 69    |
| 3    | Marlboro Mitsubishi Ralliart | 19 | Rådström     |     | 1   |     |     |     |     |     |     |     |     |     |     |     |     | 69    |
| 3    | Marlboro Mitsubishi Ralliart | 19 | Gardemeister |     |     |     |     |     |     |     |     | Rit | 10  |     |     |     |     | 69    |
| 4    | Subaru World Rally Team      | 5  | Burns        | Rit | 7   | 4   | 6   | 2   | 2   | Rit | Rit | 2   | 1   | Rit | 3   | 2   | 3   | 66    |
| 4    | Subaru World Rally Team      | 6  | Märtin       | Rit |     |     |     |     |     |     |     |     |     |     |     |     |     | 66    |
| 4    | Subaru World Rally Team      | 6  | P. Solberg   |     | 3   | Rit | Rit | 5   | Rit | 2   | Rit | 6   | 6   | 5   | 4   | 6   | Rit | 66    |
| 5    | Škoda Motorsport             | 11 | Schwarz      | 3   | Rit | Rit | Rit | Rit | 7   | 4   | 3   | 8   |     | Rit | Rit |     | 5   | 17    |
| 5    | Škoda Motorsport             | 12 | Thiry        | 6   | 6   | Rit | 7   | Rit | 6   | 6   | Rit | 9   |     | 7   | Rit |     | 7   | 17    |
| 6    | Hyundai Castrol WRT          | 9  | Liatti       | Rit |     |     | Rit |     |     |     |     |     |     | Rit | 5   |     |     | 17    |
| 6    | Hyundai Castrol WRT          | 9  | Eriksson     |     | 4   | 6   |     | Rit | Rit | Rit |     | 7   | 9   |     |     | 10  | 6   | 17    |
| 6    | Hyundai Castrol WRT          | 10 | A. McRae     | 5   | Rit | 5   | 8   | 7   | 5   | 7   |     |     | 8   | Rit | 6   | 8   | 4   | 17    |
| 6    | Hyundai Castrol WRT          | 20 | Kankkunen    |     |     |     |     |     |     |     |     | Rit |     |     |     |     |     | 17    |

| Colore  | Risultato                |
| ------- | ------------------------ |
| Oro     | Vincitore                |
| Argento | 2º posto                 |
| Bronzo  | 3º posto                 |
| Verde   | Finito a punti           |
| Blu     | Finito senza punti       |
| Blu     | Non classificato (NC)    |
| Viola   | Ritirato (Rit)           |
| Nero    | Squalificato (SQ)        |
| Nero    | Escluso (ES)             |
| Bianco  | Non ha gareggiato        |
| Bianco  | Iscrizione ritirata (WD) |
| Bianco  | Non partito (NP)         |
| Bianco  | Gara cancellata (C)      |